# Война за Вльора
Войната за Вльора (на албански: Lufta e Vlorës; на италиански: Guerra di Valona) е краткотраен въоръжен конфликт между Княжество Албания и Кралство Италия в периода от 4 юни до 3 септември 1920 г.
Проведена е в Южна Албания, в днешната област Вльора. Войната е решаващ момент за просъществуването на Албания като независим субект на международното публично право, след края на ПСВ.

## Контекст
На т.нар. Парижка мирна конференция започва обсъждането на границите на Балканите. Победителите са много и претенциозни: Кралство Сърбия, Кралство Черна гора, Кралство Гърция и Кралство Италия, всички те участвали със свои военни контингенти от подразделения на Солунския фронт. Договореностите между победителите са финализирани едва след края на войната за Вльора. Този конфликт се смята за повратна точка в историята на независима Албания.

## Предистория
През 1915 г. Италия подписва тайния договор от Лондон, по силата на който страните от Антантата ѝ обещават за влизането ѝ във войната срещу Германия и Австро-Унгария, редица територии от Централните сили, сред които и Валона (днес Вльора) с остров Сазани. По този начин, Антантата поставя бъдещето на Албания под въпрос, след като в дългосрочен план сред съюзените сили на Антантата са всички съседни държави на албанските земи – Сърбия и Черна гора, Гърция, а от 1915 г. и Италия.
На Парижка мирна конференция през 1919 – 20 г., съюзниците дълго време не могат да решат въпроса за границите на Албания, но и не поставят под въпрос правата на Италия над областта на Вльора. Италианският премиер Франческо Нити очаква, че съюзниците от Антантата ще подкрепят присъединяването на албанските земи към Италия.

## Сблъсъкът
Албанското правителство от преди ПСВ не признава претенциите на Италия и иска ултимативно на 4 юни 1920 г. от Италия да се откаже от претенциите си към Вльора, като прехвърли управлението на града и региона на суверенна Албания, обаче командващия италианските окупационни сили във Вльора Сетимио Пячентини отказва. Албанците обявяват създаването на Национален комитет за отбрана и под ръководството на Казим Кочули започват да се събират доброволци за защита на Вльора и областта. За кратко време се събира доброволен отряд наброяващ 4000 души, който е оглавен от Ахмет Лепеница. Албанските сили за самоотбрана са зле въоръжени. Някои притежават само хладни оръжия, а други са само с тояги, камъни и прашки. За сметка на това местните са мотивирани да се справят с 20 000 италиански войници, добре обучени, въоръжени с артилерия, и имащи подкрепа откъм морето.
Албанските сили за самоотбрана в региона на Вльора скорострелно обсаждат града и влизат в сражение с италианския окупационен корпус. Съвсем скоро се разбира, че мисията на италианците във Вльора е обречена на неуспех, и на 2 август 1920 г. Италия подписва споразумение с Албания, по силата на което се съгласява да изтегли войските си и да се откаже от претенциите си към Вльора. На 5 август 1920 г. е обявено прекратяването на огъня, което слага край на въоръжените сблъсъци в и около Вльора.

## Договорености
По силата на споразумението, Италия признава независимостта, териториалната цялост и суверенитета на Албания в границите, установени през 1913 г. на Лондонската конференция. Също така, Италия се съгласява да премахне протектората си над албанските земи, формиран през 1917 г. в хода на войната на Солунския фронт, като напълно се откаже от претенциите си към град Вльора и околните райони, както и от идеята за формирането на всякакъв нов мандат в/над Албания. Италия изтегля войските си не само от Вльора и околностите му, но и от територията на Албания. Същевременно италианците си запазват владението над остров Сазани със съседните му морски носове – за контрол на залива на Вльора (където впоследствие е построена съветската военноморска база Пашалиман), като си запазват и правото на строеж на укрепление с малък гарнизон – в Шкодра. Със споразумението страните се споразумяват за обмен на военнопленниците, с освобождаване под амнистия на всички военни затворници на другата страна.
Това е първото в историята международно споразумение на Албания с друга държава. De jure то легитимира след края на ПСВ независимостта на албанските земи, предпазвайки ги от разделянето им между съседните държави-победителки от световния конфликт – Кралство Гърция, Кралство Сърбия, Кралство Черна гора и Кралство Италия. По този начин се потвърждава предходното споразумение от Лондонската конференция през 1913 г. за статута на албанските земи и се делегитимира (суспендира) Лондонския договор между Антантата и Кралство Италия, по силата на който последната се включва в ПСВ. От друга страна, войната за Вльора de jure води по контекста си до избухването на последвалия спор за Далмация – между новото Кралство на сърби, хървати и словенци от една страна, и Кралство Италия – от друга.
И по причина на войната, последвала т.нар. декларация от Вльора, Вльора символизира албанската независимост. През късното средновековие градът е център на българското Валонско княжество, а остров Сазани и център на презморската му търговия – основно с Венецианската република в Адриатика.